# 久万高原ふるさと家族旅行村
久万高原ふるさと家族旅行村（くまこうげんふるさとかぞくりょこうむら）は、愛媛県上浮穴郡久万高原町にある家族旅行村である。

## 概要
- 1977年に上浮穴郡久万町（当時）にて開村[1]、1984年4月に家族旅行村を開設した[2]。144人が泊まれることができたり、32人が収容ができるケビンがある[2]。上浮穴郡に関する資料を集めた山村資料館[2]や昔の生活に体験して他に占める茶の間がある[2]。
- 旧石丸家住宅主屋（1977年に移築）[3]、土蔵（1976年移築）[4]、極楽堂（1977年に移築）[5]、旧渡邊家住宅主屋（1980年に移築）[6]、隠居屋（1977年に移築）[7]は2003年1月31日に国の登録有形文化財にて登録された。